# جمال فخرو
جمال محمد فخرو (مواليد 1956) رجل أعمال وسياسي بحريني النائب الأول لرئيس مجلس الشورى منذ 15 ديسمبر 2006.

## السيرة
ولد فخرو في العاصمة المنامة، والده الوجيه محمد بن عبد الرحمن الملقب بـ«نص الدنيا». حصل على بكالوريوس محاسبة من جامعة القاهرة عام 1977.
اتجه إلى الأعمال التجارية. أهم مناصبه الشريك التنفيذي لشركة كي بي ام جي البحرين و قطر. 
في 27 ديسمبر 1992 صدر أمر أميري بتشكيل مجلس الشورى حيث  عُين عضواً في مجلس الشورى 
وفي 28 سبتمبر 1996 صدر أمر أميري بتشكيل مجلس الشورى حيث عُين عضواً في مجلس الشورى 
وفي 5 أكتوبر 1999 انتخب نائباً أول لرئيس مجلس الشورى خلال الجلسة الأولى لدور لإنعقاد الثامن بعد حصوله على 21 صوت مقابل 17 صوت لخليفة الظهراني وشغل المنصب حتى حل المجلس في 14 فبراير 2002
وفي 16 نوفمبر 2002 صدر أمر ملكي بتشكيل مجلس الشورى حيث عُين عضواً في مجلس الشورى 
وفي 5 ديسمبر 2006 صدر أمر ملكي بتشكيل مجلس الشورى حيث عُين عضواً في مجلس الشورى وفي 15 ديسمبر 2006 تم تزكيته نائباً أول لرئيس مجلس الشورى حيث يشغل المنصب حتى الآن

## التكريم
- وسام الشيخ عيسى بن سلمان آل خليفة من الدرجة الثانية.